# Platja de l'Arenal
La platja de l'Arenal és una platja semiurbana del municipi de Vandellós i l'Hospitalet de l'Infant (Baix Camp) situada entre l'espigó del port de l'Hospitalet de l'Infant, a llevant, i la punta de Cala Bea, a ponent, que la separa de la platja de la Cala Bea. Orientada al sud, té una longitud 2.285 metres i una amplada mitjana de 57 metres, formada per sorra mitjana, gruixuda, grava i còdols, amb un pendent d'entrada a l'aigua suau. A la part nord és una platja urbana, de fàcil accés des del passeig Marítim, i a la part sud és una platja natural, amb dunes amb vegetació mediterrània, un bosc de pi blanc i un petit aiguamoll amb joncs. Disposa de servei de socorrisme i vigilància, accés per a persones amb mobilitat reduïda, dutxes, lloguer de para-sols i gandules, quiosquets i zona esportiva, a més d'una oficina d'informació turística. L'Estació Nàutica Costa Daurada ofereix un ampli ventall d'activitats, com vela lleugera, kitesurf, windsurf, excursions guiades en caiac o sortides en BTT.
La platja està guardonada amb la Bandera Blava, que reconeix internacionalment la qualitat de l'aigua i serveis, amés del certificat de qualitat ambiental EMAS i la bandera Ecoplayas. L'Agència Catalana de l'Aigua efectua un control setmanal de la qualitat de l'aigua, durant la temporada de bany, amb el resultat d'excel·lent.